# Agama caudospinosa
Espèce
Statut de conservation UICN

 LC  : Préoccupation mineure
Agama caudospinosa est une espèce de sauriens de la famille des Agamidae.

## Répartition
Cette espèce est endémique du Kenya. Elle se rencontre dans les environs du lac Elmenteita et du mont Kenya.

## Description
Le mâle atteint une longueur d'environ 45 cm. Sa peau est grise et couverte d'écailles. Lorsqu'il parade pour attirer la femelle, il prend une couleur orangée ou rouge sur toute sa poitrine.
Quant aux femelles, elles sont plus petites que les mâles et leur peau est marron.

## Liste des sous-espèces
Selon The Reptile Database (28 mars 2012) :
- Agama caudospinosa caudospinosa Meek, 1910 du lac Elmenteita
- Agama caudospinosa spawlsi Wagner, 2010 du mont Kenya

## Publications originales
- Meek, 1910 : Batrachians and reptiles from British East Africa. Publication of the Field Museum of Natural history, vol. 7, no 11, p. 403-414 (texte intégral).
- Wagner, 2010  :  Studies on African Agama VIII. A new subspecies of Agama caudospinosa Meek, 1910 (Sauria: Agamidae). Zootaxa, no 2715, p. 36-44.